# Felix Poletti
Felix Poletti (ur. 23 lipca 1965 w Wädenswil) – szwajcarski skeletonista, brązowy medalista mistrzostw świata.

## Kariera
Największy sukces w karierze osiągnął w 1998 roku, kiedy zdobył brązowy medal na mistrzostwach świata w Sankt Moritz. W zawodach tych wyprzedzili go jedynie Niemiec Willi Schneider i kolejny reprezentant Szwajcarii – Alain Wicki. Był to jednak jego jedyny medal wywalczony na międzynarodowej imprezie tej rangi. Zajął także siódme miejsce na rozgrywanych dwa lata wcześniej mistrzostwach świata w Calgary. W 2002 roku wystartował na igrzyskach olimpijskich w Salt Lake City, zajmując szesnaste miejsce.